# Ľudovít Lancz
Ľudovít Lancz (2. června 1964 Šaľa – 20. července 2004 Bratislava) byl slovenský fotbalista, záložník a útočník, reprezentant Československa. Za československou reprezentaci odehrál v letech 1991-1992 dvě utkání a vstřelil jeden gól (v zápase kvalifikace na mistrovství Evropy 1992 proti Albánii), jednou startoval i v reprezentačním B mužstvu. V československé lize odehrál 153 utkání a dal 24 gólů. Hrál za ZŤS Petržalka (1984–1985), Duklu Praha (1985–1986), Duklu Banská Bystrica (1986–1987), Inter Bratislava (1987–1991), Slovan Bratislava (1991–1992), s nímž získal titul mistra republiky roku 1992. Dvakrát startoval v evropských pohárech (1 gól).
V roce 2004 spáchal v Bratislavě sebevraždu skokem z okna.